# John Anderson (velejador)
John Anderson (24 de julho de 1939) é um velejador australiano, campeão olímpico.

## Carreira
John Anderson consagrou-se campeão olímpico ao vencer a série de regatas da classe Star nos Jogos Olímpicos de Verão de 1972 em Munique ao lado de David Forbes. Em 1975, Anderson fez parte da equipe vencedora da classe Soling no campeonato norte-americano e, no mesmo ano, venceu a pré-regata olímpica de Kingston.